# Bázová adresa
Bázová adresa je ve výpočetní technice adresa sloužící jako referenční bod (“báze“) pro určitou datovou strukturu nebo oblast paměti.
Při relativním adresování se pro získání absolutní adresy vezme zvolená bázová adresa a k ní se přičte relativní adresa (obvykle nazývaná posunutí, anglicky offset). U tohoto způsobu adresování udává bázová adresa počátek (nejnižší adresu) příslušné oblasti paměti a posunutí se bere jako nezáporné číslo.
V IBM System/360 byla bázová adresa 24bitová hodnota uložená v obecném registru (postupně rozšiřovaná až 64 bitů v z/Architecture), a posunutí byla 12bitová konstanta v instrukci (rozšířená na 20 bitů v z/Architecture).